# Софийски музикални седмици
„Софийски музикални седмици“ е международен музикален фестивал в София.
Провежда се ежегодно в началото на лятото от 1970 г. Целта на фестивала е да представя най-значителното от световната музикална класика и българското музикално творчество от всички музикални жанрове. От 1982 г. е член на Европейската асоциация на музикалните фестивали. В него се включва и Международния конкурс за млади оперни певци „Борис Христов“.